# Synaphea pandurata
Synaphea pandurata är en tvåhjärtbladig växtart som beskrevs av R.Butcher. Synaphea pandurata ingår i släktet Synaphea och familjen Proteaceae. Inga underarter finns listade i Catalogue of Life.